# 리가 MX 페메닐
리가 MX 페미닐(스페인어: Liga MX Femenil)은 멕시코의 가장 높은 여자 축구 리그로, 정식 명칭은 프리메라 디비시온 페미닐 데 멕시코(스페인어: Primera División Femenil de México)이다. 2016년 12월 5일에 설립되었으며, 멕시코 축구 연맹이 주관한다. 현재 19개 클럽이 참가한다.

## 진행 방식
리가 MX 페메닐은 남자 축구 리그인 리가 MX와 마찬가지로 전기 시즌인 아페르투라(Apertura), 후기 시즌인 클라우수라(Clausura)로 나누어 진행된다. 일반적으로 아페르투라는 7월부터 12월까지, 클라우수라는 다음 해 1월부터 5월까지 진행된다.
아페르투라는 19개 팀을 홈 앤 어웨이 방식의 리그전으로 진행되며 한 팀당 18경기를 치른다. 아페르투라에서 1위부터 8위까지를 차지한 8개 팀은 플레이오프 형식을 띤 아페르투라 리기야(Liguilla)로 진출한다. 아페르투라 리기야는 홈 앤 어웨이 방식을 띤 토너먼트로 진행되는데 8강전, 준결승전, 결승전으로 구성되어 있다. 아페르투라 리기야에 참가하는 팀들의 시드는 리그 순위에 따라 결정되며 각 경기의 승자는 1·2차전 합계에 따라 결정된다. 아페르투라 리기야 최종 승자는 아페르투라 시즌의 우승 팀이 된다.
클라우수라는 19개 팀을 홈 앤 어웨이 방식의 리그전으로 진행되며 한 팀당 18경기를 치른다. 클라우수라에서 1위부터 8위까지를 차지한 8개 팀은 플레이오프 형식을 띤 아페르투라 클라우수라 리기야(Liguilla)로 진출한다. 클라우수라 리기야는 홈 앤 어웨이 방식을 띤 토너먼트로 진행되는데 8강전, 준결승전, 결승전으로 구성되어 있다. 클라우수라 리기야에 참가하는 팀들의 시드는 리그 순위에 따라 결정되며 각 경기의 승자는 1·2차전 합계에 따라 결정된다. 클라우수라 리기야 최종 승자는 클라우수라 시즌의 우승 팀이 된다.

## 규정
2017-18 시즌에 참가한 팀들은 23세 이하의 선수를 보유하는 것이 의무화되었다. 이 가운데 4명은 17세 이하의 선수를 위해 지정되었으며 2명은 연령 초과 선수를 위해 지정되었다. 아페르투라와 클라우수라는 16개 팀을 2개 조로 나눈 다음에 홈 앤 어웨이 방식을 띤 리그전으로 진행되었다. 각 조에서 1위부터 2위까지를 기록한 4개 팀은 홈 앤 어웨이 방식을 띤 플레이오프에 진출했는데 플레이오프는 준결승전, 결승전으로 구성되어 있었다.
2018-19 시즌에 참가한 팀들은 24세 이하의 선수를 보유하는 것이 의무화된 것을 제외하면 선수 관련 규정이 유지되었다. 아페르투라와 클라우수라는 16개 팀을 2개 조로 나눈 다음에 홈 앤 어웨이 방식을 띤 리그전으로 진행되었다. 각 조에서 1위부터 4위까지를 기록한 8개 팀은 홈 앤 어웨이 방식을 띤 플레이오프에 진출했는데 플레이오프는 8강전, 준결승전, 결승전으로 구성되어 있었다.
2019-20 시즌에 참가한 팀들은 25세 이하의 선수를 보유하는 것이 의무화되었으며 매 경기마다 최대 6명의 연령 초과 선수를 기용할 수 있었다. 또한 조별 리그 형식이 폐지되고 풀 리그 형식으로 개편되었으며 각 팀들은 외국에서 태어난 멕시코 선수들을 매 경기마다 최대 6명까지 기용할 수 있었다.

## 2024-25 시즌 참가 팀
- 클루브 아메리카 (Club América) - 멕시코시티
- 클루브 아틀라스 (Club Atlas) - 할리스코주 과달라하라
- 아틀레티코 산루이스 (Atlético San Luis) - 산루이스포토시주 산루이스포토시
- 크루스 아술 (Cruz Azul) - 이달고주
- CD 과달라하라 (C.D. Guadalajara) - 할리스코주 사포판
- FC 후아레스 (FC Juárez) - 치와와주 시우다드후아레스
- 클루브 레온 (Club León) - 과나후아토주 레온
- CF 몬테레이 (C.F. Monterrey) - 누에보레온주 과달루페
- 모나르카스 모렐리아 (Monarcas Morelia) - 미초아칸주 모렐리아
- 클루브 네칵사 (Club Necaxa) - 아과스칼리엔테스주 아과스칼리엔테스
- CF 파추카 (C.F. Pachuca) - 이달고주 파추카
- 클루브 푸에블라 (Club Puebla) - 푸에블라주 푸에블라
- 케레타로 FC (Querétaro F.C.) - 케레타로주 케레타로
- 산토스 라구나 (Santos Laguna) - 코아우일라주 토레온
- 클루브 티후아나 (Club Tijuana) - 바하칼리포르니아주 티후아나
- 데포르티보 톨루카 (Deportivo Toluca) - 멕시코주 톨루카
- 티그레스 UANL (Tigres UANL) - 누에보레온주 산니콜라스데로스가르사
- 클루브 우니베르시다드 나시오날 (Club Universidad Nacional, UNAM) - 멕시코시티
- 티부로네스 로호스 데 베라크루스 (Tiburones Rojos de Veracruz) - 베라크루스주 보카델리오

## 같이 보기
- 리가 MX